# Alexander Curt Brade
Alexander Curt Brade (1881 -1971) fue un botánico, pteridólogo, y explorador alemán que estudió las orquídeas y helechos de Brasil, y realizó extensas expediciones botánicas en ese país, y en Costa Rica, de 1908 a 1910 donde un hermano tenía un negocio de horticultura.
Este botánico, quien ha alcanzado gloria en Brasil, realizó una importante y temprana serie de colecciones de la flora de Costa Rica, en conjunto con su hermano Alfred, que poseía una empresa de horticultura en Europa. Llegaron a Puerto Limón en febrero de 1908, y lo finalizaron al embarcar del mismo puerto en agosto de 1910.

## Algunas publicaciones
- 1929. Filices nova Brasil I-IV.
- "Herbarium Costaricense"
- 1943. Orchidaceae Novae Brasilienses
- 1943. Saprófitas do Itatiaia. 5 pp.
- 1969. Algumas espécies novas de Filicineas de Costa Rica da colecão Alfred & Alexander Curt Brade. 12 pp.
- 1969. Algumas espécies novas de Pteridophyta da ilha brasileira Trindade coletadas por J. Becker em 1965/1966. Ed. Herbarium Bradeanum. 17 pp.

## Honores

### Eponimia
Especies
- (Orchidaceae) Zygostates bradei (Schltr.) Garay 1967[2]

- Herbarium Bradeanum
- La abreviatura «Brade» se emplea para indicar a Alexander Curt Brade como autoridad en la descripción y clasificación científica de los vegetales.[3]